# Dolt bevis
Dolt bevis (franska: Le Président) är en fransk spänningsfilm från 1961 i regi av Henri Verneuil, med Jean Gabin och Bernard Blier i huvudrollerna. Den utspelar sig i fransk politik och handlar om intrigerna mellan en åldrad före detta president och en yngre politiker som har chans att bli nästa premiärminister. Filmen bygger på en roman av Georges Simenon.
Den hade premiär på bio i Frankrike den 1 mars 1961 och hade 2 785 528 besökare i hemlandet.

## Medverkande
- Jean Gabin – Émile Beaufort
- Bernard Blier – Philippe Chalamont
- Renée Faure – Mademoiselle Milleran
- Henri Crémieux – Antoine Monteil
- Alfred Adam – François, Beauforts chaufför
- Louis Seigner – Lauzet-Duchet
- Robert Vattier – Le docteur Fumet
- Françoise Deldick – Huguette
- Hélène Dieudonné – Gabrielle
- Pierre Larquey – Augustin
- Jacques Marin – Gaston